# Pavonia corymbosa
Pavonia corymbosa är en malvaväxtart som först beskrevs av Olof Swartz, och fick sitt nu gällande namn av Carl Ludwig von Willdenow. Pavonia corymbosa ingår i släktet påfågelsmalvor, och familjen malvaväxter. Inga underarter finns listade i Catalogue of Life.